# Lasiophila cirta
Lasiophila cirta är en fjärilsart som beskrevs av Felder 1859. Lasiophila cirta ingår i släktet Lasiophila och familjen praktfjärilar. Inga underarter finns listade i Catalogue of Life.